# الطريق السريع 470 (أوهايو - فيرجينيا الغربية)
الطريق السريع 470 (I-470) هو طريق سريع مشترك يبلغ طوله 10.63 ميل (17.11 كم) للطريق السريع I-70 والذي يتجاوز مدينة ويلنج ، غرب فيرجينيا ، في الولايات المتحدة. الطريق السريع -470 هي واحدة من 13 طريق سريع مساعد في ولاية أوهايو والطريق السريع المشترك الوحيد في ولاية فرجينيا الغربية. المحطة الغربية من الطريق السريع 470 هي عبارة عن تبادل مع الطريق السريع-70 في بلدة ريتشلاند، أوهايو. يمر الطريق السريع - 470 يسافر جنوبا من خلال ريفيّة [بلمونت] إقليم، [ الطريق السريع -470] يلاقي الجسر تذكاريّة محاربات فييتنام، الذي يمر نهر أوهايو . بعد عبور النهر إلى مقاطعة أوهايو، فيرجينيا الغربية، يتحول الطريق السريع شرقا نحو مجتمعات ويلنج في بثيليهيم واليم جروف وخطها الشرقي عند الطريق السريع -70 بالقرب من Elm Grove. يدعى جزء من الطريق السريع في ولاية فرجينيا الغربية على الطريق السريع يو إس إس ويست فرجينيا ميموريال ، بإعلان الحاكم آنذاك سيسيل أندروود في الذكرى ال 59 لهجوم بيرل هاربور.

## وصف الطريق

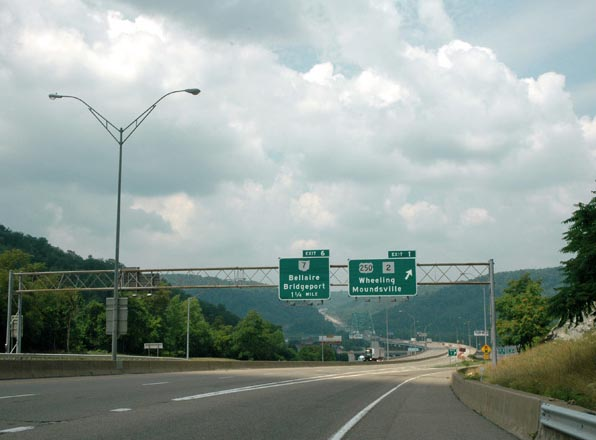
I-470 متجه غربا في الولايات المتحدة 250 / WV 2 تلاقي ثلاثة مستويات

يبدأ الطريق السريع في تبادل جزئي مع الطريق السريع-70 في بلدة ريتشلاند، مقاطعة بلمونت، أوهايو. مخرج طريق 28 (CR 28) ، المخرج الثاني الأخير للحركة المتجهة غربا، يوفر لسائقي السيارات الوصول إلى الولايات المتحدة 40. ينحني الطريق السريع إلى الجنوب الشرقي، يمر بالقرب من حديقة بلمونت التذكارية وعبر الغابات. يشكل الطريق السريع-70 جزءًا من الحدود الشمالية الشرقية لنيفس، بلدة بيز،  وتتوازى لفترة وجيزة مع طريق هاي ريدج (CR 214) ثم تلتقي به عند تقاطع الماس في بلدة بولتني. يتصل طريق الجسر العالي (High Ridge )إلى الشمال الطريق السريع-70 وإلى الجنوب يتصل ب Bellaire إلى الطريق الجانبي. ويستمر الطريق السريع-70 شرقا في وادي قبل تقاطع تبادل البوق مما يؤدي إلى تبادل آخر مع الدولة الطريق 7 على طول ضفاف نهر أوهايو الغربية. يحمل جسر فيتنام التذكاري القدامى I-470 على ثلاثة خطوط سكك حديدية ونهر أوهايو (خط الولاية بين أوهايو ووست فرجينيا). خطوط السكك الحديدية على ضفاف النهر الغربية تنتمي إلى سكة حديد نورفولك الجنوبية ونهر النيل ونهر إيري للسكك الحديدية. تعتبر الجمعية الأمريكية للسيارات امتداد الطريق السريع-470 خلال ولاية أوهايو لتكون طريقًا سريعًا نظرًا لجمالها الطبيعي.
يدخل الطريق السريع 470 حدود مدينة ويلينج (Wheeling) ومقاطعة أوهايو (Ohio) بولاية فيرجينيا الغربية ؛  يمر مسار ويلنج الأعظم ( Greater Wheeling) ، وهو مسار للسكك الحديدية، تحت الطريق السريع حيث يقترب الطريق السريع 470 من تقاطع الماس ثلاثي المستويات مع الولايات المتحدة . الطرق السريعة المتزامنة تصل إلى وسط مدينة ويلنج(Wheeling )في الشمال وبينوود إلى الجنوب. يتسلق الطريق السريع 70 من ضفاف النهر إلى المزيد من الغابات قبل التبادل مع شارع غرب Bethlehem، الذي يوفر الوصول إلى قرية Bethlehem إلى الجنوب. يستمر الشرق الأوسط من الطريق السريع 470 باستمرار في نهايته في تبادل غير مكتمل مع الطرق الذي نشأ منه،  يمكن لحركة المرور من I-470 الوصول فقط إلى I-70 باتجاه الشرق، ويمكن فقط حركة المرور المتجهة غربا على I-70 الوصول إلى I-470. يمر الجزء الشرقي من مسار غريت ويلنج، الذي يوازي الخور، تحت I-470 حيث يندمج في I-70.